# Revel in Time
Revel in Time é o terceiro álbum de estúdio do projeto/supergrupo de metal progressivo de Arjen Anthony Lucassen, Star One, lançado pela Inside Out em 18 de fevereiro de 2022.
Como nos álbuns anteriores do Star One, Arjen se concentra aqui no lado "metal" de seu projeto principal, Ayreon, enquanto dispensa os elementos acústicos e folclóricos típicos deste último. Ele particularmente viu mais elementos de hard rock neste álbum. Além disso, as letras são novamente inspiradas em filmes ou séries de ficção científica, mas desta vez focam em filmes que envolvem manipulação do tempo, como loops e viagens no tempo. O título é inspirado em uma citação de Blade Runner.
Ao contrário dos álbuns anteriores, porém, em que o mesmo quarteto de quatro vocalistas convidados (Damian Wilson, Dan Swanö, Floor Jansen e Russel Allen) participariam das músicas principais, Revel in Time apresenta vários vocalistas diferentes, um para cada faixa., incluindo Roy Khan, Tony Martin, Jeff Scott Soto, Joe Lynn Turner e os quatro supracitados. Isso se deve em parte às restrições de viagens internacionais causadas pela pandemia do COVID-19.  O disco também traz solos de guitarra e teclado de instrumentistas convidados, como Jens Johansson, Steve Vai, Ron "Bumblefoot" Thal e Adrian Vandenberg.

## Lançamento e divulgação
A primeira música e vídeo a ser lançado foi a épica faixa de encerramento "Lost Children of the Universe". Ela aparece no álbum cantada por Roy Khan (CD 1) ou Tony Martin (CD 2), mas o vídeo é uma versão especial combinando ambas as performances. Foi seguido em 17 de novembro por "Fate of Man", com Brittney Slayes e Michael Romeo. O terceiro single e vídeo, "Prescient", apresenta Ross Jennings e Micheal Mills e foi lançado em 17 de dezembro de 2021. A faixa-título foi lançada como o último single e vídeo em 19 de janeiro de 2022, com a participação de Brandon Yeagley.
O álbum foi lançado como uma edição digipak com CD duplo,  2CD Digipak; edição de luxo com 3CDs incluindo um Blu-ray e um livro de arte; e LP duplo de 180g. O livro de arte vem com um Blu-ray com uma versão de áudio de alta resolução em 5.1 mix e cenas dos bastidores.

## Recepção
| Críticas profissionais | Críticas profissionais |
| Avaliações da crítica  | Avaliações da crítica  |
| Fonte                  | Avaliação              |
| ---------------------- | ---------------------- |
| Metal Injection        | 9                      |
| Sonic Perspectives     | 9.3                    |

Jordan Blum, da Metal Injection, disse que Arjen "e sua trupe continuam a fazer coisas notavelmente atraentes e criativas" e comentou que "pode levar meia dúzia de escutadas profundas para algumas músicas revelarem suas especialidades e se destacarem do grupo". concluindo que o álbum é "um retorno soberbo do maior compositor do metal progressivo, bem como um dos melhores álbuns de gênero que você ouvirá este ano".
Na Tuonela Magazine, a editora Laureline Tilkin considerou Revel in Time "o mais dinâmico" dos três álbuns do Star One, além de dizer que no geral "tem um caráter mais leve". Ela encerrou chamando-o de "um clássico instantâneo do progressivo que todos que estão remotamente interessados no trabalho de Arjen Lucassen devem ouvir".
Escrevendo para o Sonic Perspectives, John Kokel disse que "não sendo um álbum real do Ayreon, este pode ser o melhor álbum do Ayreon desde o Human Equation ". Ele argumentou que compará-lo com os álbuns do Ayreon seria mais justo do que fazer o mesmo com os álbuns do Star One, já que esse trabalho "parece ser o melhor, mais diversificado e mais bem produzido dos álbuns do Star One".

## Faixas
Todas as letras escritas por Arjen Anthony Lucassen exceto "Prescient", por Micheal Mills, e "Lost Children of The Universe", com texto em latim  por Jaap Toorenaar e Gjalt Lucassen., todas as músicas compostas por Arjen Anthony Lucassen.
| CD 1           |                                                                 |                              |         |  |
| N.º            | Título                                                          | Vocalista                    | Duração |  |
| 1.             | "Fate of Man" (inspirado em The Terminator)                     | Brittney Slayes              | 5:29    |  |
| 2.             | "28 Days (Till the End of Time)" (inspirado em Donnie Darko;)   | Russell Allen                | 7:20    |  |
| 3.             | "Prescient" (inspirado em Primer)                               | Micheal Mills, Ross Jennings | 6:34    |  |
| 4.             | "Back from the Past" (inspirado em Back to the Future)          | Jeff Scott Soto              | 4:50    |  |
| 5.             | "Revel in Time" (inspirado em Bill & Ted's Excellent Adventure) | Brandon Yeagley              | 4:37    |  |
| 6.             | "The Year of '41" (inspirado em The Final Countdown)            | Joe Lynn Turner              | 6:20    |  |
| 7.             | "Bridge of Life" (inspirado em Frequency)                       | Damian Wilson                | 5:13    |  |
| 8.             | "Today is Yesterday" (inspirado em Groundhog Day)               | Dan Swanö                    | 5:46    |  |
| 9.             | "A Hand on the Clock" (inspirado em Source Code)                | Floor Jansen                 | 5:51    |  |
| 10.            | "Beyond the Edge of it All" (inspirado em Sapphire & Steel)     | John Jaycee Cuijpers         | 4:52    |  |
| 11.            | "Lost Children of the Universe" (inspirado em Interstellar)     | Roy Khan                     | 9:46    |  |
| Duração total: | Duração total:                                                  | Duração total:               | 76:42   |  |

Todas as letras escritas por Arjen Anthony Lucassen exceto "Prescient", por Micheal Mills, e "Lost Children of The Universe", com texto em latim  por Jaap Toorenaar e Gjalt Lucassen., todas as músicas compostas por Arjen Anthony Lucassen.
| CD 2           |                                                                 |                              |         |  |
| N.º            | Título                                                          | Vocalista                    | Duração |  |
| 1.             | "Fate of Man" (inspirado em The Terminator)                     | Marcela Bovio                | 5:29    |  |
| 2.             | "28 Days (Till the End of Time)" (inspirado em Donnie Darko;)   | John Jaycee Cuijpers         | 7:20    |  |
| 3.             | "Prescient" (inspirado em Primer)                               | Will Shaw                    | 6:34    |  |
| 4.             | "Back from the Past" (inspirado em Back to the Future)          | Cuijpers                     | 4:50    |  |
| 5.             | "Revel in Time" (inspirado em Bill & Ted's Excellent Adventure) | Cuijpers                     | 4:37    |  |
| 6.             | "The Year of '41" (inspirado em The Final Countdown)            | Alessandro Del Vecchio       | 6:20    |  |
| 7.             | "Bridge of Life" (inspirado em Frequency)                       | Wilmer Waarbroek             | 5:13    |  |
| 8.             | "Today is Yesterday" (inspirado em Groundhog Day)               | Arjen Anthony Lucassen       | 5:46    |  |
| 9.             | "A Hand on the Clock" (inspirado em Source Code)                | Bovio, Irene Jansen (versos) | 5:51    |  |
| 10.            | "Beyond the Edge of it All" (inspirado em Sapphire & Steel)     | Mike Andersson               | 4:52    |  |
| 11.            | "Lost Children of the Universe" (inspirado em Interstellar)     | Tony Martin                  | 9:46    |  |
| Duração total: | Duração total:                                                  | Duração total:               | 76:42   |  |

## Paradas
| Parada (2022)                         | Maior colocação |
| ------------------------------------- | --------------- |
| Áustria (Ö3 Austria Top 40)           | 50              |
| Bélgica (Ultratop Flandres)           | 5               |
| Países Baixos (Dutch Charts)          | 1               |
| Finlândia (Suomen virallinen lista)   | 18              |
| Alemanha (Offizielle Deutsche Charts) | 6               |
| Escócia (Official Scottish Albums)    | 51              |
| Suíça (Schweizer Hitparade)           | 7               |
| Reino Unido (UK Digital Albums)       | 77              |
| Reino Unido (UK Rock & Metal Albums)  | 7               |

## Créditos
Conforme fontes.
| Star One - Arjen Anthony Lucassen — guitarras, baixo, teclados, vocais em "Today Is Yesterday (alternate version)", solo de guitarra em "Beyond the Edge of It All" (ambas as versões) - Erik van Ittersum — Solina Strings - Ed Warby — bateria - Marcela Bovio — vocais em "Fate of Man (alternate version)" e "A Hand on the Clock (alternate version)", vocais de apoio - Irene Jansen — vocais em "A Hand on the Clock (alternate version)", vocais de apoio - Hellscore Choir — vocais Instrumentistas convidados - Michael Romeo (Symphony X) — solo de guitarra em "Fate of Man" (ambas as versões) - Timo Somers (Delain) — solo de guitarra em "28 Days (Till the End of Time)" (ambas as versões) - Ron "Bumblefoot" Thal (Sons of Apollo, ex-Guns N' Roses) — solo de guitarra em "Back from the Past" (ambas as versões) - Adrian Vandenberg (Vandenberg, Whitesnake) — solo de guitarra em "Revel in Time" (ambas as versões) - Jens Johansson (Stratovarius, Cain's Offering, ex-Rainbow, ex-Yngwie Malmsteen) — solo de teclado em "The Year of '41" - Alessandro Del Vecchio — solo de teclado em "The Year of '41 (alternate version)" - Marcel Singor — solo de guitarra em "Today is Yesterday" (ambas as versões) - Lisa Bella Donna — solo de Moog em "Today is Yesterday" (ambas as versões) - Joost van den Broek (After Forever) — solo de teclado em "A Hand on the Clock" (ambas as versões) - Steve Vai — solo de guitarra em "Lost Children of the Universe" (ambas as versões) Pessoal técnico - Jef Bertels — capa | Vocalistas convidados - Brittney Slayes (Unleash the Archers) em "Fate of Man" - Russell Allen (Symphony X, Adrenaline Mob) em "28 Days (Till the End of Time)" - Michael Mills (Toehider) em "Prescient" - Ross Jennings (Haken, Novena) em "Prescient" - Jeff Scott Soto (Sons of Apollo, ex-Yngwie Malmsteen, ex-Axel Rudi Pell) em "Back from the Past" - Brandon Yeagley (Crobot) em "Revel in Time" - Joe Lynn Turner (ex-Rainbow, ex-Yngwie Malmsteen, ex-Deep Purple) em "The Year of '41" - Damian Wilson (Headspace, ex-Threshold) em "Bridge of Life" - Dan Swanö (Edge of Sanity, Nightingale, Witherscape) em "Today Is Yesterday" - Floor Jansen (Nightwish, Northward, ReVamp, After Forever) em "A Hand on the Clock" - John Jaycee Cuijpers (Praying Mantis) em "Beyond the Edge of It All", "28 Days (Till the End of Time) (alternative version)", "Back From the Past (alternate version)", "Revel in Time (alternate version)" - Will Shaw em "Prescient (alternative version)" - Alessandro Del Vecchio em "The Year of '41" - Wilmer Waarbroek em "Bridge of Life" - Mike Andersson em "Beyond the Edge of It All (alternate version)" - Tony Martin (ex-Black Sabbath) em "Lost Children of the Universe (alternate version)" |